# Македоникос (баскетбольный клуб)
«Македоникос» — греческий баскетбольный клуб из города Салоники. Некоторое время играл в Козани, вернулся в Салоники после банкротства владельца.

## Достижения
- Кубок УЛЕБ — финалист 2005
- Чемпионы игр греческой Лиги А2 — 2000 и 2002